# 허규 (가수)
허규(1978년 1월 12일 ~ )는 대한민국의 가수, 뮤지컬 배우다.

## 학력
- 단국대학교 대학원 공연예술학과 석사
- 가천대학교 관광경영학 학사

## 방송
- 보이스 코리아 1 (2012) - Top48
- 동상이몽 2 - 너는 내 운명 (2019)
- 싱어게인2 (2021) - Top73

## 드라마
- 별똥별 (2022)